# 江川路街道
江川路街道，是中华人民共和国上海市闵行区下辖的一个街道办事处，即原先的闵行卫星城。上海人习惯将江川路街道所辖区域称之为“老闵行”，或直接称作“闵行”。而大致以今北街居委会所辖区域为闵行老街，但随着自1980年代起的改造和开发，闵行老街的历史风貌已基本消失。面积30.27平方公里。户籍人口13.2万人（2011年）。

## 历史沿革
闵行，亦称敏行，处于原上海县的南界、原松江府的东北面，得名似与黄浦江在此水流湍急有关。因其地势较高、不遭水患，传有“三世修来住在闵行前”之谚。该镇至今已约500年；但从元延祐七年和至正三年分别建有洞真道院、度门寺及明洪武六年利用民居建立黄浦巡检司署推断，元末明初该地已具集镇雏型，距今约近700年。至清朝晚期，这里已是商贸兴盛之地。1928年市县分治后，闵行镇为上海县首镇，店铺林立，市面繁荣，人称“小上海”。1950年代，上海市开始建设闵行工业区；1980年代，闵行卫星城大开发，老镇因此被拆毁，留下的项家老宅旧址、节孝坊等遗址，现均为闵行区文物保护单位。在1991年新的闵行区建立后，原来的闵行镇区域被对应称为“老闵行”。2000年10月上海市人民政府下发文件，批准撤销华坪路、碧江路两个街道办事处，成立江川路街道办事处。

## 行政区划
江川路街道下辖以下居民委员会：
北街社区、河东社区、华江新村第一社区、华江新村第二社区、高华新村第二社区、高华新村第三社区、东风新村第一社区、东风新村第三社区、新闵新村社区、沧源新村第一社区、沧源新村第二社区、沧源新村第三社区、兰坪新村第一社区、兰坪新村第二社区、汽轮新村第一社区、汽轮新村第三社区、瑞丽新村社区、电机新村第一社区、电机新村第二社区、电机新村第四社区、电机新村第五社区、红旗新村社区、红旗新村第三社区、红旗新村第四社区、红旗新村第五社区、红旗新村第七社区、昆阳新村第一社区、昆阳新村第三社区、鹤北新村第一社区、鹤北新村第三社区、鹤庆新村第一社区、鹤庆新村第二社区、紫藤新园社区、富仕名邸社区、红旗新村第六社区、安宁路第一社区、鹤北新村第四社区、金平新村社区、南洋博仕欣居社区、好第坊文馨苑社区、假日景苑社区、合生城邦城第一社区、合生城邦城第二社区、合生城邦城第三社区、合生城邦城第四社区、永平南路第一社区、凤凰景苑社区、满庭春雅苑社区和瑞丽海赋社区。

## 道路命名
江川路街道内1949年后新建的道路大多以云南地名命名，例如江川路、剑川路。此外，这些道路另有编号，其中单数道路为东西向，双数道路为南北向。
- 一号路：江川路
- 二号路：华宁路
- 三号路：剑川路
- 四号路：临沧路
- 五号路：景谷路
- 六号路：昆阳路
- 七号路：鹤庆路
- 十号路：瑞丽路
- 十二号路：兰坪路

## 文物保护单位
江川路街道共有2处闵行区文物保护单位：
临沧路：节孝坊
新闵路：项家宅院

## 文物保护点
江川路街道共有16处闵行区文物保护点：
临沧路：积翠牌坊、八棱石井栏、崇德桥
建设路：李园旧址
新闵路：慕莲精舍、清净庵旧址、中孚化学制造染料厂股份有限公司闵行厂旧址
闵东路：亦庐旧址
华宁路：上海锅炉厂旧址、上海重型机床厂旧址
丽江路：闵行发电厂旧址
宾川路：电机新村旧址
江川路：上海汽轮机厂旧址、上海电机厂旧址、上海重型机器厂旧址
兰坪路：闵行饭店